# Болленго
Болленго, Болленґо (італ. Bollengo, п'єм. Bolengh) — муніципалітет в Італії, у регіоні П'ємонт,  метрополійне місто Турин.
Болленго розташоване на відстані близько 540 км на північний захід від Рима, 50 км на північний схід від Турина.
Населення — 2155 осіб (2014).
Щорічний фестиваль відбувається першої неділі серпня. Покровитель — Sant'Eusebio.

## Демографія
Населення за роками:

Станом на 1 січня 2023 року в муніципалітеті офіційно проживало 127 іноземців з 20 країн, серед них 68 громадян країн Євросоюзу.

## Сусідні муніципалітети
- Альб'яно-д'Івреа
- Ацельйо
- Буроло
- Івреа
- Маньяно
- Палаццо-Канавезе
- Півероне
- Торраццо